# فهم (قبيلة)
قبيلة فهم (الفهمي): بفتح الفاء وسكون الهاء وفي آخرها الميم هذه النسبة إلى '"فهم'". هي قبيلة قيسية مضرية من القبائل العربية القديمة غرب الجزيرة العربية واشتهرت بالفصحى، وهي قبيلة الشاعر الجاهلي تأبط شرا الفهمي.

## نسب قبيلة فهم
هم بنو: فهم بن عمرو بن قيس عيلان بن مضر بن نزار بن معد بن عدنان.

### أولاد فهم
أنجب فهم:
1. قين
2. سعد
3. عامر
4. عائذ

### أقرب القبائل نسباً لفهم
أقرب القبائل نسبا لفهم هم قبيلة عدوان ويقال لقبيلتي فهم وعدوان: بنو جديلة والنسبة إليها الجَدِلي أو الجديلي نسبة لأمهم وهي جديلة بنت مدركة بن إلياس بن مضر، وقيل جديلة بنت مر بن أد بن طابخة بن إلياس بن مضر.

## بطون قبيلة فهم القديمة
من بطون قبيلة فهم القديمة:
1. بنو بجالة: بنو بجالة بن سعد بن فهم.
2. بنو شبابة: بنو شبابة بن قين بن فهم.
3. بنو طرود: بنو طرود بن سعد بن فهم، حلفاء بني سليم وقد نزلوا شمال أفريقيا.[5]
4. بنو حرب: بنو حرب بن سعد بن فهم.
5. بنو زغبة: بنو زغبة بن سعد بن فهم.
6. بنو تيم: بنو تيم بن سعد بن فهم.
7. بنو مجنّ: بنو مجن بن عمرو بن ثعلبة بن كنانة بن عمرو بن قين بن فهم.
8. بنو كعب: بنو كعب بن سعد بن فهم.
9. بنو سُليم : بنو سليم بن سعد بن فهم.

## أقسام قبيلة فهم اليوم
تنقسم قبيلة فهم اليوم إلى قسمين هما:
1. أهل القرنة:
  1. الكشر
  2. البراهمة
  3. الحزمان
2. بلحارث :
  1. الفتنه
  2. الخلوان
  3. ال مخضور
  4. ال مسلم
  5. ال إبراهيم
  6. الشملة
  7. الرعود
  8. الحمده
  9. بني معاويه
  10. الحسنه

## مشاهير من فهم
-الشيخ : خميس الفهمي :
هو خميس بن هلال بن شوئيشا بن أحمد الشن من بني سريع، بطن من فهم ولاة الملك عبد العزيز بن عبد الرحمن آل سعود شيخ شمل على قبيلة فهم.
وتقابل الشيخ خميس مع قائد جيش الملك عبد العزيز عندما قدم إلى ديار فهم في واجهة جدم، وبايعه على السمع والطاعة سلماً، وطلب قائد الجيش النزول في أعلى مكان به ماء، فأستقروا عند عين المحال، وذبح لهم الشيخ خميس ناقتين من الإبل، وقدم للجيش كل مايحتاج اليه من مؤن ورحايل، توفى سنة 1383هـ.
1. الصحابي أبو ثور الفهمي
2. الصحابي خالد بن ثابت بن طاعن بن العجلان الفهمي
3. الصحابي عليم بن سلمة الفهمي
4. الصحابي طريف بن أبان بن سلمة بن حارثة الفهمي
5. القاضي الإمام الليث بن سعد الفهمي مولاهم
6. الصعلوك الجاهلي تأبط شرا الفهمي وهو ثابت بن جابر بن سفيان الفهمي المضري.
7. الشاعر أعشى طرود الشاعر واسمه إياس بن عامر بن سليم بن عامر الفهمي
8. عبد الرحمن بن خالد بن مسافر الفهمي، أمير مصر في عهد هشام بن عبد الملك.

### أعلام وعلماء من فهم في الأندلس
1. علي بن أحمد بن محمد بن أشج الفهمي المقرئ من أهل طليطلة ؛ يكنى أبا الحسن روى عن أبي عبد الله المغامي وأبي الحسن بن الإلبيري وأبي داود المقرئ ومحمد بن مفرج وغيرهم، وكان رجلا فاضلا قديم الطلب وافر الأدب. وتوفي بالعدوة سنة ثلاث عشر وخمسمائة.[7]
2. عبد الرحمن بن أحمد بن عبد الرحمن بن العاصي الفهمي: من أهل قرطبة. سكن المرية يكنى: أبا زيد كان: من أهل العناية بالآداب. ورحل إلى المغرب الأقصى فتوفي فيه سنة سبع وسبعين وأربع مئة. ذكره ابن مدير.
3. سليمان بن حارث بن هارون الفهمي: من أهل سرقسطة يكنى: أبا الربيع. رحل إلى المشرق وحج ولقي عبد الحق الفقيه وغيره. حدث عنه القاضي أبو علي الصدفي وقال فيه: رجل صالح من الأبدال.
4. أحمد بن محمد بن اشح أبو إسحاق الفهمي : من أهل قرطبة كان : من أهل المعرفة والخير من عباد الله الصالحين استقضاه المهدي في مدته بحاضرة جيان ثم استعفى عن ذلك. وتوفي سنة 414 هـ ودفن بالربض وكان يؤذن بمسجده ويقيم.

## ديار وبلاد قبيلة فهم
كانت فهم تسكن مع عدوان شمال الطائف ثم نزلت فسكنت جنوب مكة في أعالي وادي يلملم، وبلادها اليوم في مركز جدم ومنها تبشع وذرا وتصيل ونمار،  وتحدهم من الشمال الشرقي قبيلة ثقيف ومن الجنوب الشرقي قبيلة عتيبة ومن الغرب قبيلة كنانة ومن الشمال قبيلة هذيل.
وقد هاجر من قبيلة فهم فروع إلى مصر وشمال أفريقيا مع بني هلال وسليم.